# 韦维尔 (南澳大利亚)
34°57′S 138°35′E / 34.950°S 138.583°E
韦维尔是南澳大利亚州阿德莱德市近郊安利市（City of Unley）的一个区域。以一年一度的皇家阿德莱德秀（Royal Adelaide Show）而闻名遐迩。
郊区北邻阿德莱德的南部公园，西邻阿德莱兹-古德伍德铁路线，东邻英皇威廉街，南邻领袖街，帕森斯街和辛普森广场。布朗山溪和帕塔瓦隆加河的支流凯西克溪流经郊区的南部。人口约1825人（2016）。

## 历史
在1860年代，韦维尔现在的所在地是从南澳大利亚公司租用的取货点。 在1870年代， 英皇威廉街通过公园地带（Park Lands）和安利（Unley）向南延伸。这继续形成郊区的东部边界。 
韦维尔（Wayville）于1881年首次被拆分出来，当时被命名为古德伍德（Goodwood）。 1899年，该地区以詹姆士·韦伯（Reverend James Way）牧师的名字被命名为韦维尔。 
韦维尔邮局于1909年左右开业。 Wayville军事邮局从1940年7月16日至1946年10月19日开放，同时展览场被征用为军营。 

## 兴趣点
拉脱维亚音乐厅或塔拉瓦城堡 （ 旧山城堡 ）位于克拉克街4号，建立于于1966年。 大厅已出租给社区，并得到了澳大利亚拉脱维亚工商联合会的支持。 （LCCIA）。 
伊曼纽尔圣公会教堂位于杨特街和克拉克街的拐角处，与帕克赛德的圣奥斯瓦尔德教堂一起，成为帕克赛德圣公会教区的一部分。 总督托马斯·布里奇斯爵士阁下于1923年4月28日奠定了基石。 该教堂于2014年关闭，而该建筑物现已被福音传教士的生命疗养教堂使用。 
天使长圣米迦勒教堂是圣庇护十世罗马天主教（拉丁礼拜）协会的组成部分。 教堂始建于1894年，奠基于1894年9月15日。 教堂和礼堂于1948年重建。 1948年11月20日，时任总理托马斯·Playford IV的妻子Playford夫人奠定了新的基石。 
在达文波特路（Davenport Terrace）上有一个乌克兰天主教堂保护神母教区。 在教堂的地面上有一个纪念馆：“以纪念为解放乌克兰而牺牲的士兵”。 旁边是一个较小的纪念馆：“以纪念迈克尔·苏克马诺夫斯基乌克兰童子军在越南被杀”。 圣彼得拉脱维亚EV-路德教会纪念教堂的建立是为了纪念在世界大战中服役的人们。 该教堂是阿德莱德拉脱维亚福音路德教会的一部分。 教堂建于1971年。 

圣尼古拉斯俄罗斯东正教教堂位于青山道41号。 

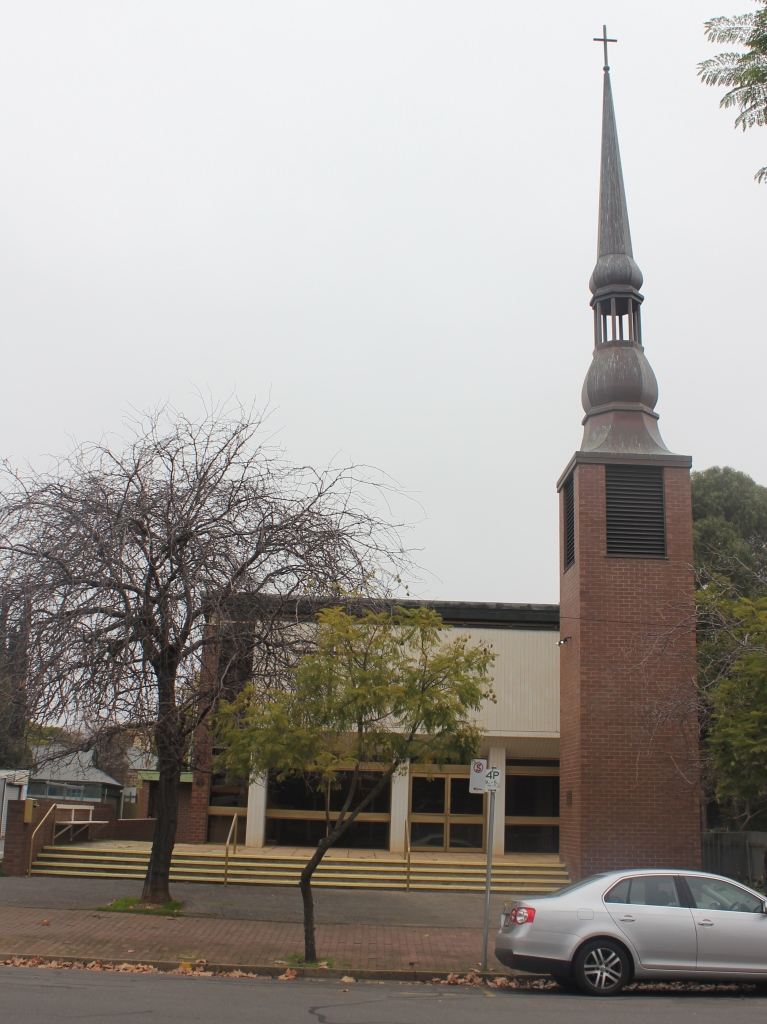
圣彼得拉脱维亚福音路德教会
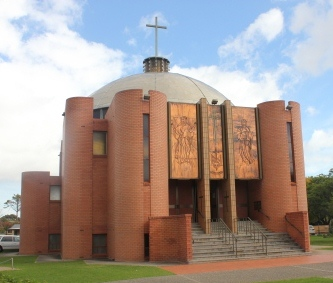
乌克兰天主教堂
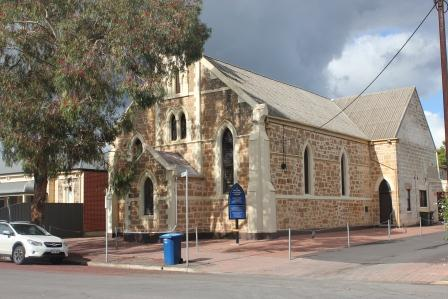
圣迈克尔罗马天主教堂
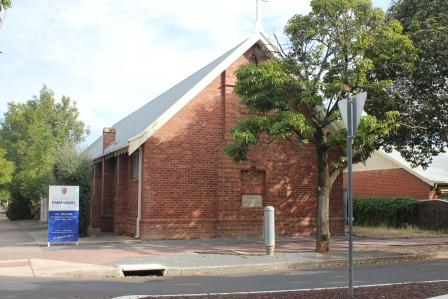
伊曼纽尔圣公会教堂
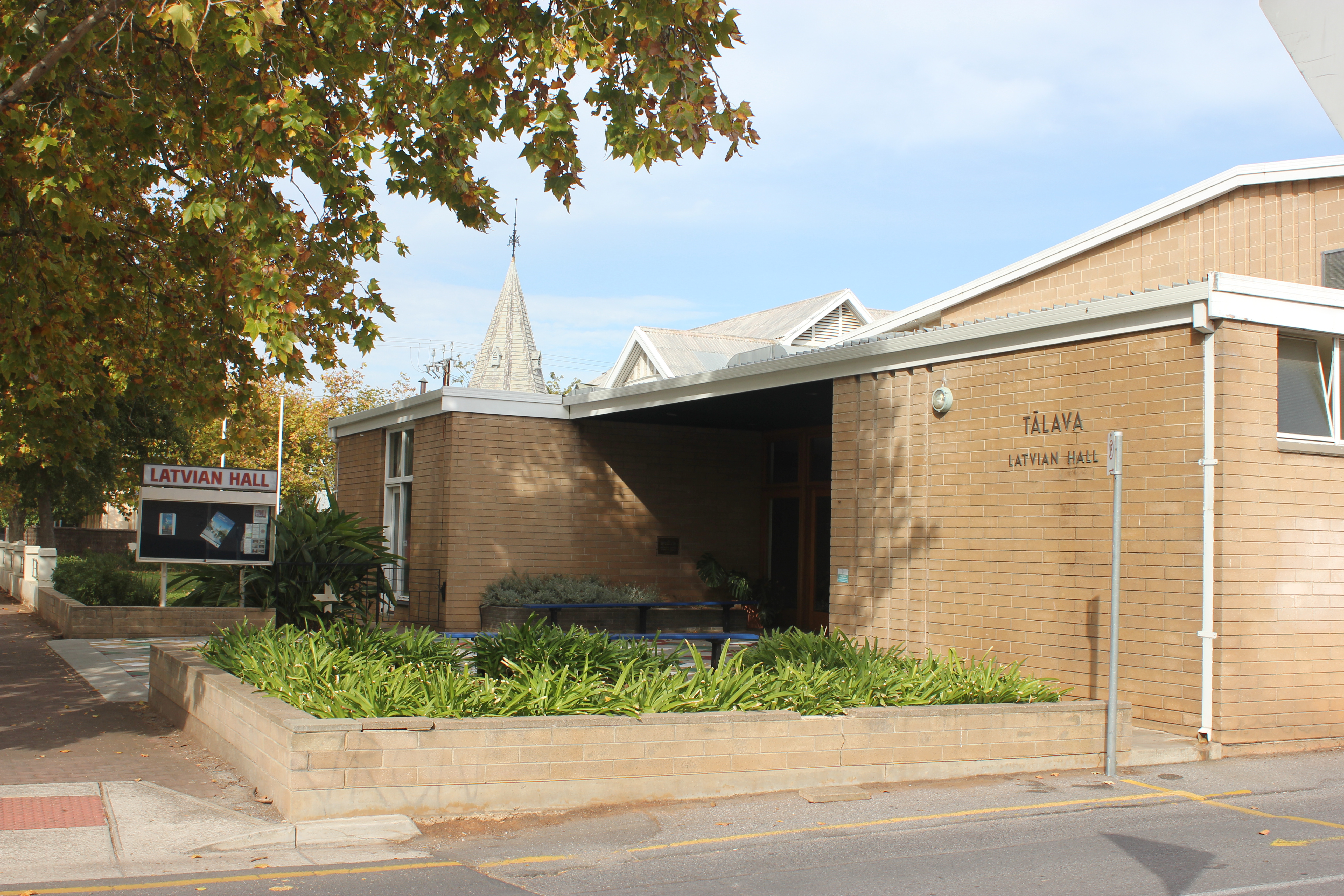
南澳大利亚拉脱维亚音乐厅

 阿德莱德展览场农夫市集每周日上午9点至下午1点开放。 市场的目的是由南澳大利亚的农民和生产者出售食品和与食品相关的产品。 市场的入口是从阿德莱德展览场的里德街南侧。 

位于扬特街 的“ Amphi Cosma”房屋由著名的阿德莱德主要建筑商沃尔特·C·托罗德（Walter C. Torode）于1914年建造，供他自己使用。 由于其独特的八角形设计和钢筋混凝土结构。  

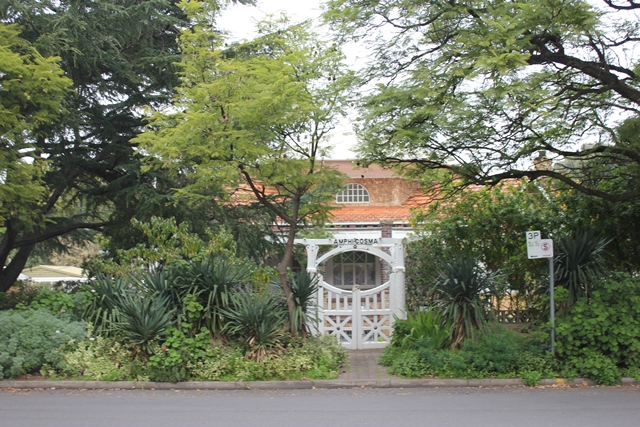
Amphi Cosma正面
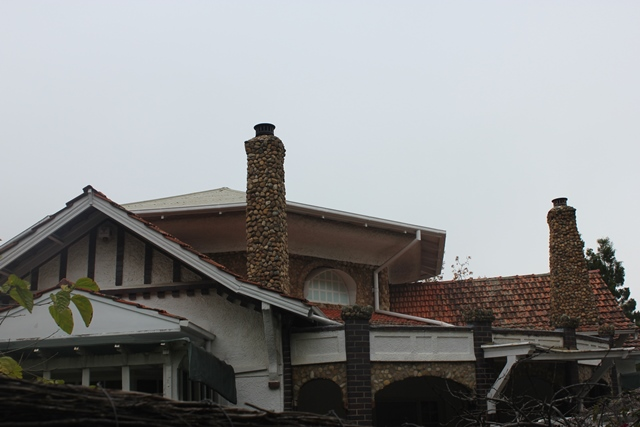
Amphi Cosma屋顶
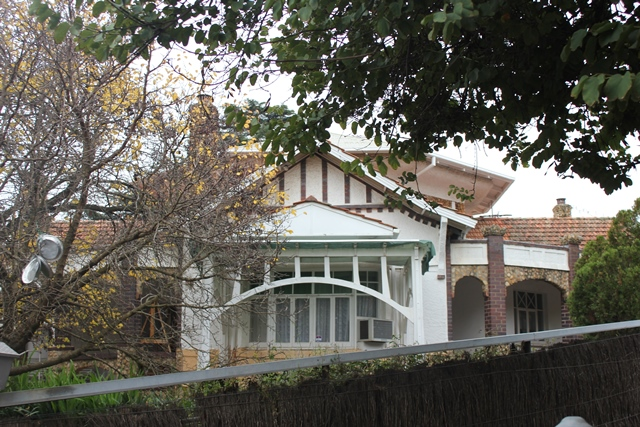
Amphi Cosma侧面

## 教育
安妮斯利小学位于郊区北边缘的青山道。 这是一所针对两岁至六岁的男孩和女孩的独立日制学校。 该学校成立于1902年，当时是循道卫理女子大学。 
扬街319号的法兰德斯 ·阿德莱德联盟是一个澳大利亚的非营利性协会，旨在促进法语和文化。 它提供了一系列的法语课程，赞助了许多音乐方面的法国文化活动，并赞助了Française法国电影节联盟 。 
Fusion Business College是一家为零售企业提供培训的提供商。 它是由澳大利亚政府认可的注册培训机构。 Fusion Business Solutions由Marc Brien和他的妻子Karen于1999年7月创立。 
昆士兰中央大学阿普尔顿学院是位于青山道44号的多学科研究中心。 该研究所成立于2012年，设有安全科学教学计划。 
南澳大利亚州的SACE委员会位于青山道60号。  它是根据1983年南澳大利亚州SACE理事会法案建立的独立法定机构，负责对南澳大利亚教育证书（SACE）中的学习进行认可，评估，认可和认证。 

## 交通
Wayville有两个Glenelg电车站：Greenhill Rd-电车站1和Wayville-电车站2。  在古德伍德（Goodwood）的韦维尔（Wayville）以西，有第三个电车站，即古德伍德路（Goodwood Rd）-电车站3。 
公交车站：古德伍德路上的三个，1、2和3号站；位于青山道的5个，分别在1B，1C，2、2A和2B站下车；在威廉国王路（King William Road）的两个，分别在1号和2号车站。 
在郊区的北侧， 青山道是阿德莱德市环城公路R1的一部分。 
服务于Wayville的众多自行车道可在“ BikeMap”中找到。  Mike Turtur Bikeway的一部分沿着Wayville的边缘运行。   从阿德莱德市中心到格莱内尔格（Glenelg） ，迈克·图尔特自行车道（Mike Turtur Bikeway）是连接城市的最繁忙的单车通勤路线。 

## 酒店住宿
Rose Terrace7号的罗斯玛丽广场被设计为乡村友好型住宿。 它由两个设备齐全的舒适且价格便宜的1卧室小别墅组成，可轻松访问医疗，政府和教育服务。 
Rectory Cottage是一家住宿加早餐旅馆，位于玫瑰露台15号。 小屋建于1900年，是牧师的住所。 小屋有两间卧室，设备齐全。 

## 著名人物
- Vickie Chapman,  澳大利亚政治家
- Sara Douglass, 澳大利亚作家

## 本地物种
- 笑翠鸟
- 黑背钟鹊
- 黑额矿吸蜜鸟
- 蓝舌蜥蜴
- 刷尾负鼠